# Мотор-редуктор
Мотор-редуктор (от лат. motor — приводящий в движение и лат. reductor — ведущий обратно) — самостоятельное изделие, выполненное в виде агрегата, состоящего из редуктора и электродвигателя, соединённых промежуточной муфтой или без неё. Как элемент электропривода, широко применяется во всех областях промышленности; достоинства его — высокий КПД, простота обслуживания, компактность, упрощённый монтаж. В зависимости от типа используемой передачи, выделяют планетарные, червячные, цилиндрические, волновые и пр.
Как правило одной ступени бывает недостаточно для достижения необходимого диапазона передаточных чисел мотор-редукторов, поэтому широкое применение нашли двух и трёхступенчатые мотор-редукторы. Не редкостью, также, являются четырёх и пятиступенчатые мотор-редукторы.
К основным компоновкам можно отнести:
- цилиндрический соосный мотор-редуктор. Обычно имеет две-три ступени и диапазон передаточных чисел от 3 до 200. Для передачи движения в нём используются цилиндрические косозубые колёса. Монтируются они, как правило, на лапах или на фланце. Своё название «соосный» такой мотор-редуктор получил благодаря тому, что выходной вал находится на одной оси с электродвигателем. По компоновке цилиндрический соосный мотор-редуктор схож с планетарным, волновым и циклоидным редуктором.
- цилиндрический мотор-редуктор с параллельными валами (плоский редуктор, навесной редуктор). Опять же, использует цилиндрические косозубые колёса. Основным конструктивными преимуществом является полый выходной вал, благодаря которому редуктор может быть смонтирован на вал оборудования без использования эластичных муфт. Передаточное число для двухступенчатого редуктора находится в диапазоне от 5 до 200.